# Прачуап (футбольний клуб)
«Прачуап» (тай. สโมสรฟุตบอลพีทีประจวบ) — тайський футбольний клуб з міста Прачуапкхірікхан, заснований 2009 року.

## Історія
Клуб «Прачуап» був заснований в 2009 році і у першому ж сезоні взяв участь у третьому за рівнем дивізіоні країни, зайнявши 10 місце з 12 команд. Пропустивши наступний сезон 2010 року, з 2011 року команда продовжила виступи і 2014 року, зайнявши перше місце підвищилась у класі. У другому за рівнем дивізіоні клуб провів три сезони і зайнявши 3-тє місце в 2017 році вперше завоювавши путівку в Тай-Лігу 1 на наступний сезон.
У своєму дебютному сезоні в еліті в 2018 році клуб зайняв достатньо високе 6-те місце.

## Статистика за сезонами
| Сезон | Ліга        | Ліга | Ліга | Ліга | Ліга | Ліга | Ліга | Ліга | Ліга | Кубок Таїланду | Кубок ліги | Найкращий бомбардир   | Найкращий бомбардир |
| Сезон | Дивізіон    | І    | В    | Н    | П    | ГЗ   | ГП   | О    | М    | Кубок Таїланду | Кубок ліги | Ім'я                  | Голів               |
| ----- | ----------- | ---- | ---- | ---- | ---- | ---- | ---- | ---- | ---- | -------------- | ---------- | --------------------- | ------------------- |
| 2009  | DIV 2 (ІІІ) | 22   | 2    | 14   | 6    | 23   | 32   | 20   | 10   |                |            |                       |                     |
| 2010  | DIV 2 (ІІІ) |      |      |      |      |      |      |      |      |                |            |                       |                     |
| 2011  | DIV 2 (ІІІ) | 30   | 7    | 3    | 20   | 25   | 48   | 24   | 13   |                |            |                       |                     |
| 2012  | DIV 2 (ІІІ) | 34   | 13   | 12   | 9    | 45   | 33   | 51   | 7    |                |            |                       |                     |
| 2013  | DIV 2 (ІІІ) | 24   | 13   | 7    | 4    | 34   | 19   | 46   | 2    |                |            |                       |                     |
| 2014  | DIV 2 (ІІІ) | 24   | 15   | 6    | 3    | 46   | 19   | 51   | 1    | Р2             |            |                       |                     |
| 2015  | DIV 1 (ІІ)  | 38   | 15   | 9    | 14   | 56   | 54   | 54   | 8    | Р1             | Р2         | Насіменто             | 12                  |
| 2016  | DIV 1 (ІІ)  | 26   | 9    | 8    | 9    | 36   | 36   | 35   | 7    | Р3             | Р1         | Християн Кировський   | 17                  |
| 2017  | T2 (ІІ)     | 32   | 18   | 5    | 9    | 58   | 40   | 59   | 3    | Р3             | Р2         | Віллен                | 17                  |
| 2018  | T1 (І)      | 34   | 15   | 8    | 11   | 56   | 46   | 53   | 6    | Р1             | Р1         | Жонатан Феррейра Рейс | 26                  |